# 黑白迷宮
《黑白迷宮》是一部2017年香港黑社會電影，由闞家偉執導，伍允龍任動作設計，任達華、陳小春及伍允龍領銜主演，並由張兆輝、梁烈唯、林雪、黃德斌、唐紫睿、劉兆銘、李子雄及葉相明主演，邱意濃特別介紹。是繼《黑白森林》、《黑白戰場》後的黑白系列最終章。電影以盧業瑂《為什麼》作為配樂。

## 劇情簡介
賭徒大華（任達華 飾）和手下高天（伍允龍 飾），收到他們所屬的幫派頭目大雞包（林雪 飾）電話，社團大佬龍叔（劉兆銘 飾）下令追殺九哥（李子雄 飾）的獨子羅拔（葉相明 飾）。大雞包要求大華組建自己的人馬執行任務，大華列出一個名單，組成了六人超強陣容。
團隊重裝上陣，但每次瞄準目標出擊，對手卻總先一步逃脫，並佈下天羅地網請君入甕。大華開始懷疑團隊裡有對方的內鬼。此時警方也介入進來，似有另一名警方臥底亦在團隊中裡應外合。團隊人心惶惶，大家相互猜忌。大華逐漸明白，追殺令只是一個幌子，背後似乎有更大的陰謀…

## 角色介紹
| 演員   | 角色     | 暱稱/關係 |
| 任達華 | 大 華    | 社團頭目 與九哥不和 最後於祠堂內被叉燒槍傷後失血過多致死                                                        |
| 伍允龍 | 高 天    | 社團金牌打手，實為警方臥底 大華之手下 與麗強互相鍾情 最後於圍村與黑牛比武期間被其打斷左手，但完成了任務         |
| 陳小春 | 阿 春    | 前社團金牌打手，剛出獄 大華之手下 於祠堂內掩護大華和麗強離開時被九哥的手下亂槍射死                              |
| 邱意濃 | 麗 強    | 車房東主 大華之女兒 與高天互相鍾情                                                                              |
| 張兆輝 | 叉 燒    | 叉燒店老闆，已退隱江湖 大華之手下 與超人被九哥設局綁架 其女兒被九哥綁架並以此要脅其於祠堂槍傷大華，後被阿春槍殺 |
| 梁烈唯 | 超 人    | 收數仔 大華之手下 與叉燒被九哥設局綁架 於祠堂交換人質時被九哥槍殺                                               |
| 劉兆銘 | 龍 叔    | 社團龍頭 只著眼於社團利益 與九哥、大華不和 於祠堂交換人質時被九哥指使的黑牛勒死                                 |
| 李子雄 | 九 哥    | 社團頭目 不認同龍叔的觀念，與其不和 最後被南亞仔在背後向頭部開槍暗殺                                            |
| 黃德斌 | 陳家偉   | 督察 高天之上司 為保護高天而隱瞞其身份                                                                          |
| 唐紫睿 | 周 倩    | 高級督察 與大華、高天不和 最後帶隊拘捕羅拔                                                                      |
| 林雪   | 大雞包   | 社團頭目 龍叔之手下 與大華關係友好 負責設局陷害大華引出臥底                                                     |
| 葉相明 | 羅 拔    | 富二代 九哥之兒子 起初僥倖兩次逃過大華的追捕，但最終仍被綁架 最後被周倩拘捕                                     |
| 桂晶晶 | 菲 菲    | 阿春之妻，後為羅拔之情婦 被羅拔用作擋箭牌而遭阿春射死                                                           |
| 羅浩銘 | 黑 牛    | 社團金牌打手 九哥之手下 被九哥指使勒死龍叔和追殺大華，卻被高天打敗                                              |
| 陳偉雄 | 火 牛    | 社團頭馬 九哥之手下 於前段因為穿抽屜底而被大華廢去一條腿                                                        |
| 鄭子誠 | 王總警司 | 警察局長 陳家偉、周倩之上司。                                                                                   |

## 外部連結
- 開眼電影網上《黑白迷宮》的資料（繁體中文）
- 香港影庫上《黑白迷宮》的資料（繁體中文）
- 互联网电影数据库（IMDb）上《黑白迷宮》的资料（英文）
- 豆瓣电影上《黑白迷宮》的資料 （简体中文）
- AllMovie上《黑白迷宮》的资料（英文）
- 时光网上《黑白迷宮》的資料（简体中文）
- 爛番茄上《黑白迷宮》的資料（英文）